# واکنش مک‌موری

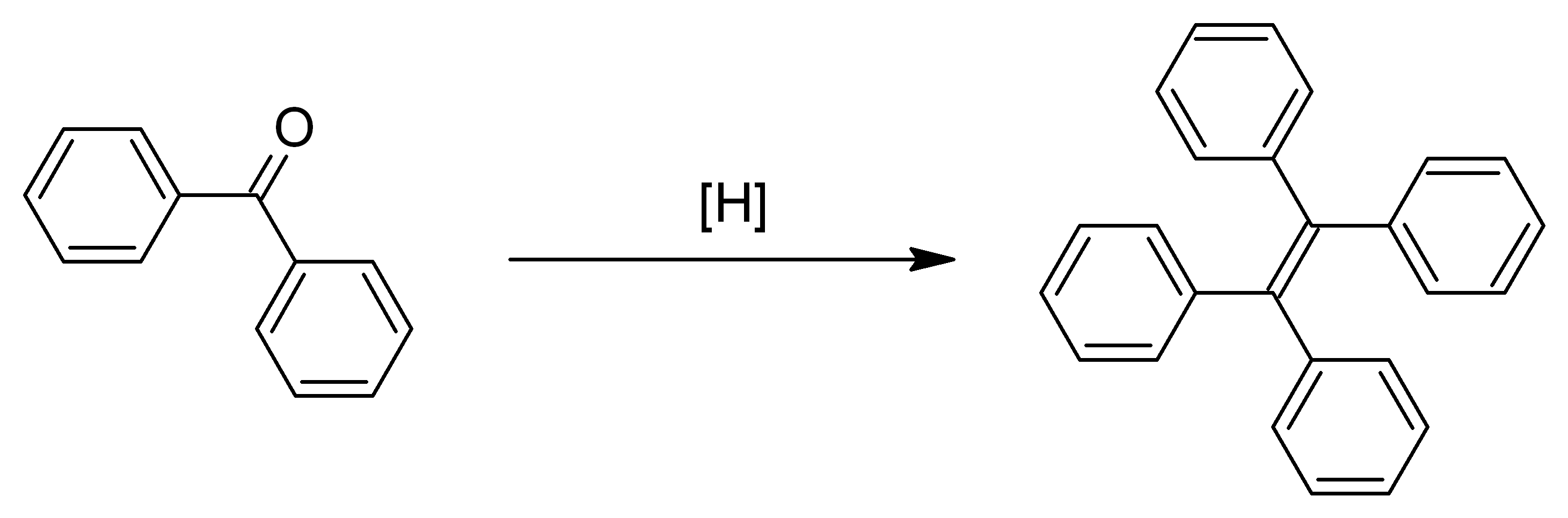
واکنش مک موری در بنزوفنون

واکنش مک‌موری(به انگلیسی: McMurry reaction) یک واکنش شیمیایی آلی است که طی آن دو گروه کتون یا آلدهید با یکدیگر جفت شده و یک آلکن ایجاد می کنند. این واکنش در حضور یک تیتانیوم کلرید مانند تیتانیم (III) کلرید و یک عامل کاهنده صورت می گیرد. این واکنش به افتخار شیمیدان آمریکایی جان مک‌موری نامگذاری شده است.